# Maé-Bérénice Méité
Maé-Bérénice Méité (Parijs, 21 september 1994) is een Frans kunstschaatsster die als soliste actief is. Méité is vijfvoudig Frans kampioene. Ze vertegenwoordigde Frankrijk op de Winterspelen van 2014 en 2018.

## Biografie
Maé-Bérénice Méité is enig kind. Haar ouders komen van origine uit Ivoorkust en Congo-Kinshasa. Op vijfjarige leeftijd begon ze met kunstschaatsen. Méité nam negen keer deel aan de Europese kampioenschappen en vijf keer aan de wereldkampioenschappen. Haar beste eindklasseringen waren een vijfde plaats bij de EK en een tiende bij de WK. Bij haar deelname aan de Olympische Winterspelen eindigde ze in 2014 bij de vrouwen als tiende en met het Franse team behaalde ze de zesde plaats. In 2018 eindigde ze bij de vrouwen als negentiende en met het team behaalde ze de tiende plaats.

## Persoonlijke records
Behaald tijdens ISU-wedstrijden. 
|                     | punten | datum      | toernooi                     |
| ------------------- | ------ | ---------- | ---------------------------- |
| Hoogste totaalscore | 178.89 | 21-09-2018 | Autumn Classic International |
| Hoogste korte kür   | 061.62 | 27-03-2014 | WK                           |
| Hoogste lange kür   | 120.66 | 21-09-2018 | Autumn Classic International |

## Belangrijke resultaten
| Kampioenschap                                                                | 07/08 | 08/09  | 09/10         | 10/11         | 11/12         | 12/13         | 13/14         | 14/15         | 15/16         | 16/17         | 17/18          | 18/19         | 19/20         | 20/21         |
| ---------------------------------------------------------------------------- | ----- | ------ | ------------- | ------------- | ------------- | ------------- | ------------- | ------------- | ------------- | ------------- | -------------- | ------------- | ------------- | ------------- |
| Olympische Spelen                                                            |       |        |               |               |               |               | 10e 6e (team) |               |               |               | 19e 10e (team) |               |               |               |
| Wereldkampioenschap                                                          |       |        |               | 14e           |               | 11e           | 15e           | 10e           | 25e           |               |                |               | *             | t.z.t.        |
| Europees kampioenschap                                                       |       |        |               | 9e            | 13e           | 10e           | 5e            | 6e            | 6e            | 16e           | 8e             | 7e            | 9e            | *             |
| Nationaal kampioenschap                                                      | 5e    | Zilver | Zilver        | Brons         | Zilver        | Zilver        | Goud          | Goud          | Goud          | Zilver        | Goud           | Goud          | Goud          |               |
| WK junioren                                                                  |       | 12e    | geen deelname | geen deelname | geen deelname | geen deelname | geen deelname | geen deelname | geen deelname | geen deelname | geen deelname  | geen deelname | geen deelname | geen deelname |
| t.z.t. = trok zich terug / * Afgelast naar aanleiding van de coronapandemie. |       |        |               |               |               |               |               |               |               |               |                |               |               |               |